# Anne McTaggart

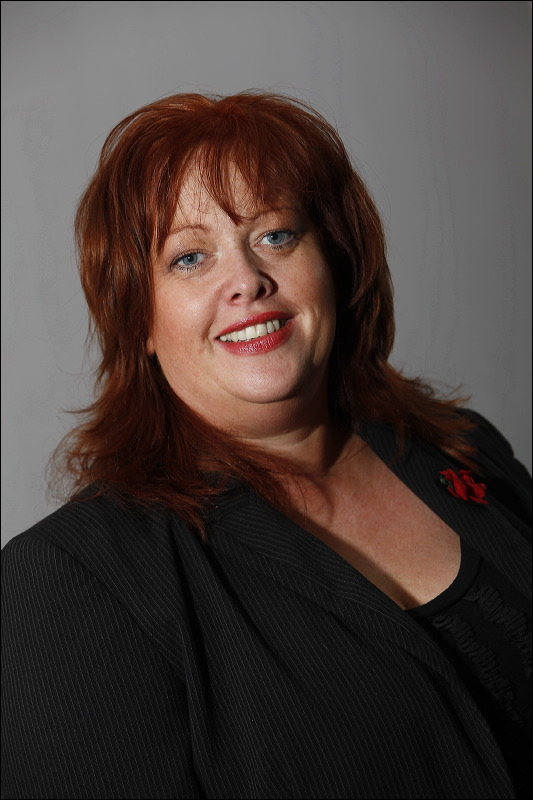
Anne McTaggart

Anne McTaggart (* 30. Januar 1970) ist eine schottische Politikerin und Mitglied der Labour Party.

## Politischer Werdegang
Bei den Schottischen Parlamentswahlen 2007 gelang es dem Labour-Politiker und Stadtrat von Glasgow, Bill Kidd, einen Sitz im Schottischen Parlament zu erringen. Um sich auf dieses Mandat zu konzentrieren, trat er 2009 als Stadtrat zurück, wodurch Nachwahlen nötig wurden, zu denen McTaggart kandidierte und in der Folge in den Stadtrat einzog. Bei den Schottischen Parlamentswahlen 2011 trat McTaggart als Listenkandidat der Labour Party für die Wahlregion Glasgow an und zog als eine von drei Labour-Kandidaten der Liste in das Schottische Parlament ein. Zum Ende der Wahlperiode schied McTaggart aus dem Parlament aus.